# Saint-Antoine (Gers)
Saint-Antoine település Franciaországban, Gers megyében. Lakosainak száma 192 fő (2022. január 1.). Saint-Antoine Auvillar, Bardigues, Mansonville, Saint-Cirice, Sistels és Flamarens községekkel határos.

## Népesség
A település népessége az elmúlt években az alábbi módon változott:
| Lakosok száma | 190  | 181  | 166  | 188  | 207  | 209  | 198  | 190  | 188  | 192  |
|               | 1968 | 1982 | 1990 | 2006 | 2013 | 2015 | 2017 | 2019 | 2020 | 2022 |